# Invincible (album, Deuce)
Invincible je druhé studiové album zpěváka Deuce, bývalého člena Hollywood Undead. Pracoval na něm od konce roku 2012, ale kvůli právním problémům se datum vydání neustále odsouvalo. Album bylo vydáno zdarma 31. října 2015 přímo Deucem, aby vyplnil dlouhou pauzu, která trvala po jeho debutovém albu. Oficiálně bylo vydán 1. prosince 2017.

## Diskografie
| Invincible     | Invincible                       | Invincible |
| Pořadí         | Název                            | Délka      |
| -------------- | -------------------------------- | ---------- |
| 1.             | „Here I Come“                    | 3:05       |
| 2.             | „Hell's Gonna Break Loose“       | 4:31       |
| 3.             | „Bitch This Is It“               | 3:36       |
| 4.             | „Gone Tomorrow Here Today“       | 3:54       |
| 5.             | „World On Fire“                  | 4:04       |
| 6.             | „My Buddy“                       | 4:54       |
| 7.             | „Invincible“                     | 4:40       |
| 8.             | „Bad Attitude“                   | 4:03       |
| 9.             | „Best Of Me“                     | 3:44       |
| 10.            | „Thank You“                      | 4:56       |
| 11.            | „Catch Me If You Can“            | 4:08       |
| 12.            | „It's Alright It's Ok“           | 5:08       |
| 13.            | „Talking About You“ feat. Gadjet | 5:01       |
| 14.            | „Pull Me Under“                  | 5:10       |
| Celková délka: | Celková délka:                   | 60:44      |